# C'Mon
Singles de Kesha
Die Young
(2012) Crazy Kids
(2013)
C'Mon est une chanson de l'artiste américaine Kesha. Elle a, dans un premier temps, été dévoilée en tant que single promotionnel le 16 novembre 2012 dans le but de promouvoir son second album studio, Warrior. Puis, la chanson a officiellement été publiée en tant que 2e single issu de  l'album le 7 janvier 2013. La chanson a été écrite par Kesha ainsi que par ses collaborateurs réguliers, à savoir Dr Luke et Max Martin, qui l'a également produite. Benjamin Levin, Henry Walter et la chanteuse Bonnie McKee ont aussi collaboré à l'écriture. 

## Développement et composition
"C'Mon" est une chanson dance-pop and electropop avec des influences bubblegum pop. Dans le refrain, Kesha chante, "Don't even try to deny/ We're both going home satisfied/ Let's go for it just for tonight/ C'mon, c'mon, c'mon." par dessus un synthétiseur.

## Clip vidéo
Le 22 décembre 2012, Kesha confirme qu'elle est en train de tourner la vidéo de C'Mon quand elle poste sur son compte Twitter, une photo d'elle sur le tournage de la vidéo. La vidéo pour C'Mon est sorti le 11 janvier 2013.

## Accueil critique
C'Mon a reçu des critiques positives. Certains ont dit que la chanson était une « reboucheuse », tandis que d'autres font l'éloge du côté accrocheur, chœur et voix de Kesha.

## Liste des pistes
- Téléchargement digital[2]

1. C'Mon – 3:34

## Performances en direct
Kesha interpréta C'Mon sur le plateau de la saison 2 de X Factor le 6 décembre 2012  et lors du MTV's NYE Countdown le 1er janvier 2013.

## Crédits et personnels
| - Chant - Kesha - Auteurs – Kesha Sebert, Lukasz Gottwald, Bonnie McKee, Max Martin, Henry Walter, Benjamin Levin | - Production - Dr. Luke, Cirkut Benny Blanco |

Crédits extraits du livret de l'album Warrior, RCA, Kemosabe.

## Classement hebdomadaire
| Classement (2013)               | Meilleure position |
| ------------------------------- | ------------------ |
| Allemagne (Media Control AG)    | 79                 |
| Australie (ARIA)                | 19                 |
| Autriche (Ö3 Austria Top 40)    | 64                 |
| Belgique (Flandre Ultratip 100) | 4                  |
| Belgique (Wallonie Ultratip 50) | 6                  |
| Canada (Hot 100)                | 16                 |
| États-Unis (Hot 100)            | 27                 |
| États-Unis (Pop Airplay)        | 9                  |
| États-Unis (Dance Club Songs)   | 16                 |
| États-Unis (Adult Pop Songs)    | 27                 |
| France (SNEP)                   | 181                |
| Irlande (IRMA)                  | 33                 |
| Nouvelle-Zélande (RMNZ)         | 22                 |
| Slovaquie (IFPI Rádio)          | 56                 |
| Corée du Sud (Gaon Chart)       | 2                  |
| Tchéquie (IFPI Rádio)           | 49                 |

### Certifications
| Pays      | Organisme | Certification | Vente  |
| --------- | --------- | ------------- | ------ |
| Australie | ARIA      | Or            | 35 000 |

|}

## Historique de sortie
| Pays       | Date             | Format                   |
| ---------- | ---------------- | ------------------------ |
| Monde      | 16 novembre 2012 | Téléchargement numérique |
| États-Unis | 7 janvier 2013,  | Diffusion radio          |